# Gare de Chézy-sur-Marne
La gare de Chézy-sur-Marne est une gare ferroviaire française de la ligne de Noisy-le-Sec à Strasbourg-Ville, située sur le territoire de la commune de Chézy-sur-Marne, dans le département de l'Aisne, en région Hauts-de-France.
C'est une gare SNCF desservie par les trains du réseau Transilien Paris-Est (ligne P).

## Situation ferroviaire
Elle est située au point kilométrique 88,065 de la ligne de Noisy-le-Sec à Strasbourg-Ville. Son altitude est de 63 m.

## Histoire
La Compagnie des chemins de fer de l'Est a construit un petit bâtiment voyageurs de type A[Quand ?], qui comporte deux parties :
- une première aile d'une seule travée et de deux étages, qui servait de logement pour le chef de gare ;
- une seconde aile d'une seule travée et deux étages, plus étroite, où se trouvait le guichet, la salle d'attente et l'espace de traitement des colis.

## Fréquentation
Selon les estimations de la SNCF, la fréquentation annuelle de la gare s'élève aux nombres indiqués dans le tableau ci-dessous.
| Année               | 2023    | 2022    | 2021   | 2020   | 2019    | 2018    | 2017    | 2016    | 2015   |
| ------------------- | ------- | ------- | ------ | ------ | ------- | ------- | ------- | ------- | ------ |
| Nombre de voyageurs | 148 629 | 113 397 | 91 229 | 70 385 | 117 503 | 106 910 | 107 151 | 101 564 | 97 565 |

## Service des voyageurs

### Desserte

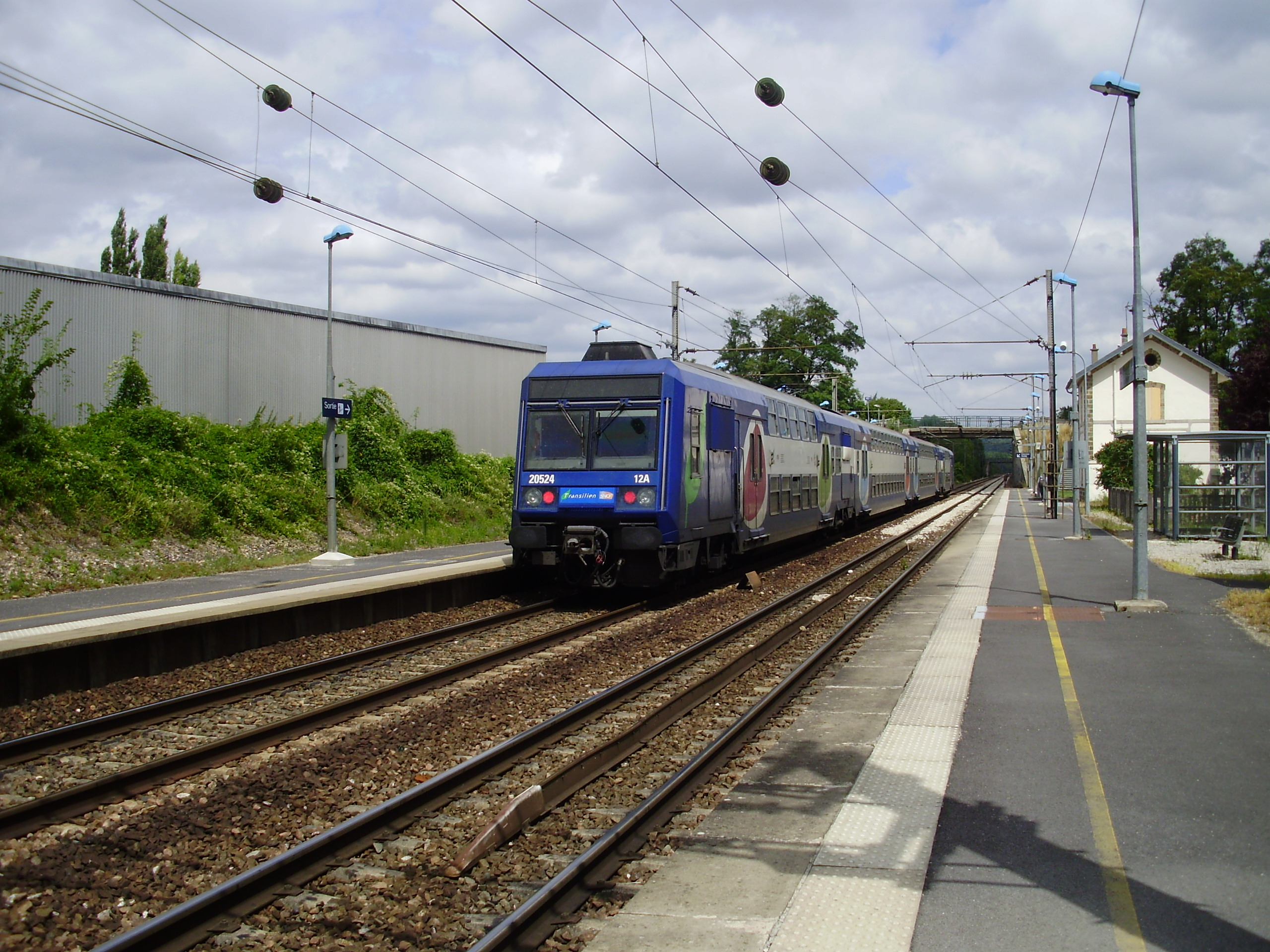
Vue des quais en regardant vers Château-Thierry avec une automotrice Z 20500.

La gare est desservie par les trains de la ligne P du Transilien du réseau Transilien Paris-Est, parcourant la branche de Château-Thierry.